# Lifuka
Lifuka is een eiland in de Stille Oceaan dat deel uitmaakt van het koninkrijk Tonga.
Lifuka is een van de grootste eilanden van de Ha'apai-eilandengroep. Het is 11,4 vierkante kilometer groot; bijna 8 kilometer lang en maximaal 2,5 km breed. Het telde in 2006 2967 inwoners. De belangrijkste plaats is Pangai (1445 inwoners). Andere plaatsen op het eiland zijn Ha'ato'u, Tongoleleka, Holopeka en Koulo. Ha'ato'u en Tongoleleka zijn met Pangai samengegroeid tot een aaneengesloten nederzetting. In Koulo is er een klein vliegveld, Lifuka Island Airport.
Het eiland is via een brug verbonden met het meer noordelijk gelegen eiland Foa.
In Pangai bevindt zich het graf van Shirley Waldemar Baker (1836-1903), de Britse missionaris die van 1881 tot 1890 premier van Tonga was.
In Tongoleleka is een rijke archeologische site aangetroffen in een oude zandduin, met daarin onder meer versierd aardewerk van de Lapitacultuur van wellicht 3500 tot 3000 jaar oud. Er zijn ook beenderen van vogels, vissen, reptielen en zoogdieren gevonden, waarschijnlijk voedselresten van de vroege bewoners. Tot de vogels behoorden wellicht de uitgestorven soorten Megapodius molistructor en Caloenas canacorum.
De krachtige tropische cycloon Ian trok in januari 2014 over Lifuka en richtte er grote vernielingen aan. Er viel 1 dode en vele gebouwen werden vernield of ernstig beschadigd.

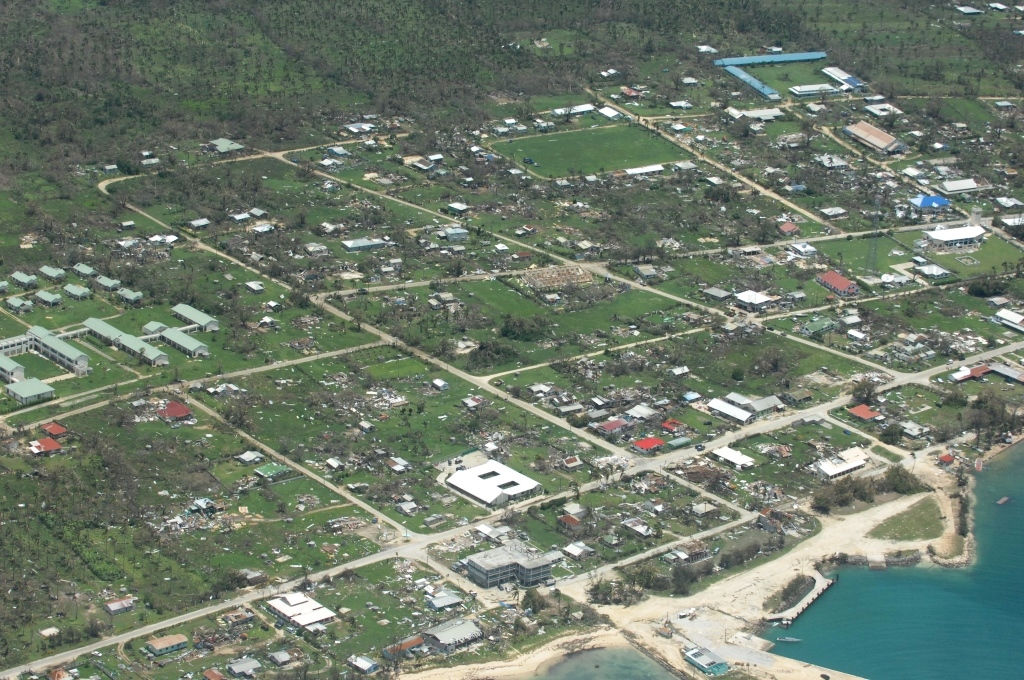
Luchtfoto van Lifuka na doortocht van de cycloon Ian in januari 2014

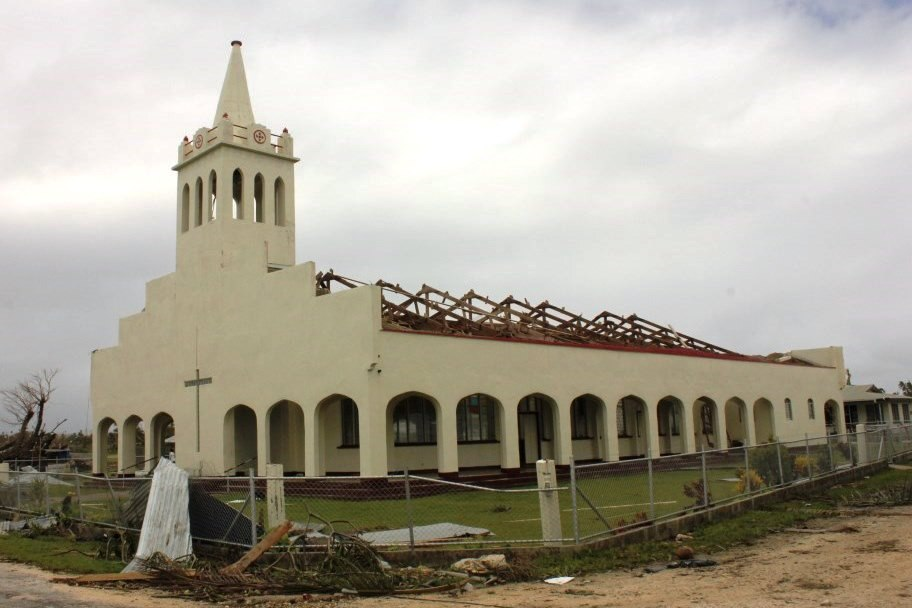
Cycloon Ian rukte het dak af van deze kerk op Lifuka in januari 2014